# Gwacheon
Gwacheon (kor. 과천) – miasto w Korei Południowej, w prowincji Gyeonggi. Liczy 74 581 mieszkańców.

## Miasta partnerskie
- Kanada: Airdrie
- Chińska Republika Ludowa: Nanning
- Stany Zjednoczone: Macon, Burlington